# موران بورل مونوپلین
موران بورل مونوپلین (به انگلیسی: Morane-Borel_monoplane) یک هواگرد ملخ‌پیشین تک‌موتوره از نوع ورزشی ساخت شرکت Morane brothers and Gabriel Borel است. هواگرد موران بورل مونوپلین نخستین پروازش را در ۱۹۱۱ میلادی انجام داد.
طراح این هواگرد، Raymond Saulnier بود.